# CP Puppis
CP Puppis sau Nova Puppis 1942 a explodat în constelația Puppis în 1942 cu magnitudine 0.3.

## Coordonate delimitative
Ascensie dreaptă: 08h 11m 46s
Declinație: −35° 21.1’